# Tofol
Tofol – miasto w Sfederowanych Stanach Mikronezji, stolica stanu Kosrae. Położone w gminie Lelu, na południowy zachód od wyspy Lelu.